# Casa de Alexander Woods
La Casa de Alexander Woods es una mansión histórica ubicada en Jacksonville, Alabama, Estados Unidos.

## Historia
La mansión fue construida alrededor de 1853 para Alexander Woods, quien se desempeñó como juez de sucesiones del Condado de Calhoun desde 1844 hasta 1880. Fue comprado por Samuel W. Crook en 1866 y por Felix Tredaway en 1919. Fue diseñado en el estilo neogriego. Ha sido incluido en el Registro Nacional de Lugares Históricos desde el 15 de marzo de 1988.